# Nikolaj Nikolaevič Zlatovratskij
Nikolaj Nikolaevič Zlatovratskij, in russo Николай Николаевич Златовратский? (Vladimir, 14 ( 26 ) Dicembre 1845 – Mosca, 10 ( 23 ) Dicembre 1911), è stato uno scrittore russo.

## Biografia
Suo padre fu ufficiale dell'Ufficio Provinciale, capo della nobiltà, della discendenza e dell'istruzione, e come sua madre, faceva parte del ceto ecclesiastico. Alla fine degli anni cinquanta dell'Ottocento egli, divenuto capo grazie ad una promozione, aprì una biblioteca pubblica. Nell'apertura della biblioteca, il figlio, che in quel momento frequentava il liceo, diede un serio aiuto. Il padre di Zlatovratskij iniziò a pubblicare il giornale «Vladimirskij Vestnik» a cui doveva partecipare Nikolaj Aleksandrovič Dobroljubov, compagno dell'istituto pedagogico e amico di uno dei due fratelli del padre di Zlatovratskij. Questi zii, grazie a frequenti e lunghi viaggi al villaggio dei parenti, ebbero un'influenza decisiva sul risveglio precoce in Zlatovratskij di un appassionato interesse per la vita popolare. Alla fine dei suoi studi al liceo, gli affari di suo padre presero una brutta piega, tanto da impedirgli di realizzare il suo sogno di frequentare l'Università statale di Mosca. Dopo aver assistito alle lezioni per un anno senza esservi iscritto, Zlatovratskij entrò all'istituto tecnico di San Pietroburgo. Tuttavia, non riuscì a finirlo perché per tutto il tempo dovette lottare contro la povertà.
Nel 1866 riuscì casualmente ad entrare tra i revisori del giornale «Syna Otečestva». Questo risvegliò in lui la passione per l'attività letteraria, a cui già si dedicava durante il liceo. Il racconto breve della vita popolare «Padёž Skota» fu accettato dal giornale «Iskru» di V. S. Kuročkin, e da allora Zlatovratskij iniziò a mettere gli stessi racconti brevi sui giornali «Budil'nke», «Nedele», «Novostjach». Successivamente questi andarono a far parte del libro «Il Piccolo ščedrin».
I rari guadagni letterari alleggerirono poco la sua miseria, che lo portò ad una grave malattia cronica e lo costrinse a tornare nella città natale. Qui egli riuscì a rimettersi e a scrivere diversi racconti come «Krest'jane-prisjažnye» stampato nella rivista letteraria «Otečestvennye Zapiski» nel 1874. Il racconto ebbe un grande successo e subito dopo diede all'autore una seria importanza letteraria. Delle opere più recenti di Zlatovratskij (che furono anche queste stampate su «Otečestvennye Zapiski») hanno attirato maggior attenzione la grande «Istorija Odnoj Derevni», «Ustoi» e i saggi «Derevenskie Budni». I racconti e le storie di Zlatovratskij uscirono in libretti separati, mentre una raccolta delle opere uscì in due edizioni, nel 1884 e tra il 1889 e il 1891.

## Opere
Dopo Gleb Ivanovič Uspenskij, Zlatovratskij è il più famoso dei rappresentanti della narrativa contadina, che differì nettamente dalla narrativa filantropica-popolare degli anni 40 e 50 del '800. Tralasciando la questione del grado del talento artistico, non si può non ammettere, che con il suo avvicinarsi alla realtà, e riproducendo accuratamente tutte le piccole cose della vita contadina, i meccanismi, modelli, le immagini e il linguaggio dalla narrativa contadina in generale, e Zlatovratskij in particolare, rappresentano un indubbio passo in avanti. Gli scrittori degli anni 40 del '800, ponendosi l'obiettivo di trovare l'uomo nel contadino, non sempre lo vedevano in lui. Ciò che è innato nel contadino, non si riflette nella letteratura del periodo precedente. Così, per esempio, come spesso ama sottolineare Zlatovratskij, " la nostra narrativa non ha dato modelli più o meno tipici e vividi della vita comune: non abbiamo né personaggi comuni, né scene delle riunioni delle comunità queste che sono le immagini più espressive e caratteristiche della vita popolare. I nostri artisti in qualche modo sono riusciti a ritrarre le persone, distraendole completamente dal terreno sul quale sono nate, cresciute, hanno camminato e sono morte " ( «Derevenskie Budni» ).
Più zelante degli altri suoi colleghi nella narrativa contadina, Zlatovratskij cercò di integrare perfettamente le somiglianze esclusivamente contadine dei lati della vita popolare. Le sue opere principali sono un sostegno indubbiamente prezioso per la corretta comprensione delle «regole popolari», termine da lui molto amato: queste sono una specie di sua enciclopedia della vita del villaggio, e anche della vita quotidiana. Zlatovratskij introdusse il lettore proprio nelle piccole cose, che a molti osservatori sembrano troppo frazionarie e prive di rilievo, ma che caratterizzano molto di più lo scenario principale della vita di tutti i giorni, rispetto a molti elementi più particolari. Non sempre altrettanto brillantemente, a volte anche in modo molto noioso per gli amanti della «lettura elegante», ma sempre coscienziosamente Zlatovratskij è alla ricerca della fondazione delle «regole popolari», che non sono lì, dove esse sono chiare e saltano immediatamente all'occhio dell'osservatore. Queste sono dove devono essere scoperte , nella massa dei dettagli della vita quotidiana del villaggio.
I metodi letterari, tramite cui Zlatovratskij cerca di cogliere le «regole popolari» difficilmente si riassumono sotto le forme letterarie prestabilite. Questi erano una sorta di grande miscela di narrativa, etnografia e giornalismo e talvolta anche di statistica. L'autore si curò poco dell'integrità dell'impressione; si occupò solo di capire e presentare la verità della vita popolare. Ma, con tutto il desiderio di raccontare l'assoluta e completa verità sul contadino, la caratteristica più significativa di Zlatovratskij rimane un'alta percentuale di idealizzazione.
A proposito di ciò, egli fece l'esatto contrario con il più talentuoso dei rappresentanti della «narrativa contadina» (Gleb Ivanovič Uspenskij, il quale non vi si soffermò prima, per dire l'amara verità dei contadini). L'idealizzazione di Zlatovratskij, però, dipende non dal fatto che lui non si concentri sui lati più brutti della vita quotidiana, quanto dallo sforzo eccessivo di vedere ogni dettaglio della vita contadina come profondo, naturale e fondamentale. Per questo motivo, molto spesso il contadino al fianco di Zlatovratskij si trasforma in qualcosa di eroico, che spesso attesta anche uno stampo epico se non quasi dei blank verse.

## Famiglia
•	Figlio— Nikolaj (1877—?) — fisico, professore, uno dei fondatori dell'Università Nazionale dell'Uzbekistan.
•	Figlio — Aleksandr Nikolaevič Zlatovratskij (1878—1960) — scultore.
•	Figlia — Sof'ja Nikolaevna Zlatovratskaja (1879-1960) — Scrittrice per bambini, di memoir. Autrice dei libri per bambini «Katja Lesinceva», «Мiška kornouchij», «U miški v berloge i drugie rasskazy».
•	Figlia – Stefanija (1884 - ?).
•	Nipote — Stefanija Alekseevna Kudrjavceva (nata Sorokina; 1908—1990), agronoma sovietica, figura pubblica e politica, poetessa.
•	Pronipoti — Vladim Pavlovič Kudrjavcev, Aleksej Pavlovič Kudrjavcev, Irina Pavlovna Kudrjavceva, Nonna Pavlovna Kudrjavceva, Aleksandra Pavlovna Kudrjavceva.
•	Propronipote — Sof'ja Sergeevna Lebedeva( nata nel 1993), attrice russa.

## Memorie
•	Una strada della città di Vladimir prende il nome di Nikolaj Zlatovratskij.
•	Nella casa di Zlatovratskij al numero 39 di via Gercena, a Vladimir, è stata montata una targa commemorativa.
•	Nell'edificio dell'ex liceo di Vladimir è presente una targa commemorativa.